# Вікіпедія мовою оромо
Вікіпедія мовою оромо — розділ Вікіпедії мовою оромо. Створена у 2002 році. Вікіпедія мовою оромо станом на 26 березня 2025 року містить 1925 статей, 12 148 зареєстрованих користувачів, 17 активних дописувачів, 1 адміністратора
. Загальна кількість сторінок у Вікіпедії мовою оромо — 5312, редагувань — 44 213, мультимедійні файли відсутні
. Глибина (рівень розвитку мовного розділу) Вікіпедії мовою оромо мала і становить 25.8 пунктів
. 

## Історія
- Червень 2007 — створена 100-та стаття[3].
- Липень 2014 — створена 500-та стаття[4].